# Vilim Nizozemski
Vilim Nizozemski (* 1227.; † 28. siječnja 1256. kod Hoogwouda) je bio holandski grof i rimsko-njemački protukralj, a od 1254. kralj. 
Vilim je bio sin grofa Florensa IV. od Holland-Seelanda i grofice Matilde od Brabanta.
Godine 1234. naslijedio je svoga oca na grofovskom položaju pri čemu je do 1239. bio pod skrbništvom svojih stričeva Vilima i Otona. Papinska ga je stranka nakon smrti protukralja Heinricha Raspea, kad se trenutno nitko od njemačkih kneževa nije htio priključiti papinoj borbi protiv njemačko-rimskoga cara Fridrika II., 3. listopada 1247. izabrala za njemačkoga kralja. Vilim je tako postao protukralj Fridriku II. Za kralja ga je 1. studenoga 1248. u Aachenu okrunio nadbiskup Kölna. No, Vilim je ubrzo morao pobjeći u svoju grofoviju Holandiju jer ga većina njemačkih kneževa nije priznala kraljem (dio ih je podržavao zakonitoga vladara Fridrika II., a dio nijednoga od obojice). To se promijenilo nakon smrti cara Fridrika II. 1250. kada njegov utjecaj raste. Nakon smrti Fridrikova sina Konrada IV. godine 1254. Vilim je u cijeloj Njemačkoj priznat za kralja. 
Vodio je rat protiv Margarete Flandrijske u kojemu je pobijedio. Početkom 1256. krenuo je da uguši ustanak Friza i 28. siječnja propao s konjem u led gdje su ga Frizi našli i ubili. Njegove ostatke pokopao je tek 1282. njegov sin Floris u Middelburgu.  
| Prethodnik: | rimsko-njemački kralj (1254. – 1256.) | Nasljednik:         |
| Konrad IV.  | rimsko-njemački kralj (1254. – 1256.) | Rikard od Cornwalla |